# Йети
Тази статия е за хипотетичното същество. За автомобила на Шкода Ауто със същото име вижте Шкода Йети.
Йети, наричан също големият снежен човек, е хипотетично човекоподобно създание, чието предполагаемо местообитание са високите части на Хималаите между Индия и Китай. Името му произлиза от тибетските думи „я“ („скалист“, „скалисто място“) и „дред“ („мечка“).
Появата на легендата за йети вероятно е свързана с наблюдения на хималайска кафява мечка.

## Местообитание
За родно място на йети се смятат Хималаите – в района около ледниковото езеро Цо Ролпа между Еверест и Катманду.

## История
Много пътешественици и алпинисти твърдят, че са виждали или самото маймуноподобно същество, или неговите стъпки. Някои от тях заявяват, че са чували странни пронизителни крясъци. Съществуването на йети не е подкрепено с научни факти и поради това научната общност не го признава. Въпреки това вярата на местните в йети е толкова силна, че през 50-те години на XX век непалското правителство забранява убиването му и контрабандата с него.

## Срещи
Често се появяват снимки, които след анализ обикновено се оказват фалшификати. Още през 1921 г. се провежда първата експедиция в Хималаите, при която откриват огромни стъпки. Четири години по-късно един пътешественик твърди, че срещнал покрит с козина човек, който копаел нещо в снега и бързо се скрил в гората.
През 1950-те жител на Мериленд представил снимки с отпечатъци на стъпки, оставени от йети в снега в гората само на час път от Белия дом. През 1967 г. Роджър Патерсън станал първият човек, заснел Голямата стъпка.
Майстор на най-голямата измама се оказал Рей Уолъс, който през 2002 г. продавал фалшиви отпечатъци на йети и взимал хиляди долари за това.